# تعدیل ساختاری
برنامه‌های تعدیل ساختاری یا سپ‌ها (به انگلیسی: Structural adjustment programmes) شامل وام‌های ارائه شده توسط صندوق بین‌المللی پول و بانک جهانی به کشورهایی است که بحران‌های اقتصادی را تجربه کرده‌اند. این دو نهاد برتون وودزی کشورهای قرض گیرنده را ملزم می‌کنند در ازای گرفتن وام‌های جدید (و یا نرخ‌های بهره پایین‌تر در وام‌های موجود) سیاست‌های خاصی را پیاده کنند. این بند مشروط بودن منظم به وام به دلیل اثرات آن در بخش‌های اجتماعی مورد انتقاد واقع شده‌است. سپ‌ها با هدف کاهش عدم تعادل مالی کشور استقراض کننده در کوتاه مدت و میان مدت یا به منظور تنظیم اقتصاد رای رسیدن به رشد بلند مدت ایجاد شده‌اند. بانکی که یک کشور استقراض کننده از آن وام می‌گیرد به نوع ضرورت بستگی دارد. صندوق بین‌المللی پول معمولاً سیاست‌های ثبات را پیاده‌سازی می‌کند و بانک جهانی مسئول تنظیم اقدامات است. قرار است سپ‌ها به اقتصاد کشورهای در حال توسعه اجازه بدهد که بیشتر بازار محور شوند. این هدف آنان را وادار می‌کند بر تجارت و تولید تمرکز بیشتر داشته باشند تا بتواند به تقویت اقتصاد شان منجر شود. سپ‌ها از طریق شروطشان به‌طور کلی برنامه‌ها و سیاست‌های «بازار آزاد» را پیاده می‌کنند.
این برنامه‌ها شامل تغییرات داخلی (به ویژه خصوصی‌سازی و مقررات‌زدایی) و همچنین خارجی، خصوصاً کاهش موانع تجاری هستند. کشورهایی که موفق به تصویب این برنامه‌ها نشوند ممکن است در معرض تدابیر انضباطی مالی سختگیرانه قرار بگیرند. منتقدان استدلال می‌کنند که تهدید مالی برای کشورهای فقیر به منظور باج دادن است و این که کشورهای فقیر هیچ چاره‌ای جز به پیروی ندارند. از اواخر ۱۹۹۰ دهه برخی از طرفداران تعدیل ساختاری مانند بانک جهانی از «کاهش فقر» به عنوان یک هدف سخن گفته‌اند. سپ‌ها اغلب به دلیل پیاده‌سازی یک شکل سیاست بازار آزاد و عدم درگیر بودن از کشور استقراض کننده مورد انتقادند.

## اثرات سپ‌ها
برنامه های تعدیل ساختاری سیاست های آزادسازی اقتصادی را پیاده کردند که اثرات پرشماری بر نهادهای اقتصادی کشورهایی که دچار آنها شدند گذاشتند.

### پایان مدل توسعه ساختارگرایانه
پس از جنگ جهانی دوم, یک  نظریه توسعه متکی بر صنعتی‌سازی جایگزین واردات (ISI) به پارادایم همگانی بدل شده بود. این نظریه شامل جایگزینی واردات خارجی با کالاهای تولید شده توسط صنایع ملی با کمک مداخله‌ دولت بود. مداخله دولت شامل فراهم آوری زیرساخت های مورد نیاز صنعت مربوطه، حفاظت از این صنایع محلی علیه رقابت خارجی،  افزایش دادن بیش از حد ارزش پول ملی  ,   ملی‌سازی صنایع کلیدی و زیست کم هزینه کارگران در نواحی شهری بود. با مقایسه این تدابیر که جهتگیری به سوی درون کشور داشتند با سیاست های آزادسازی داشتند  واضح شد که مدل ساختارگرایانه در  جریان بحران بدهی آمریکای لاتین به طور کامل با سپ ها جایگزین شده اند.
با این که دوره ساختارگرایانه منجر به توسعه سریع کالاهای تولید داخل و نرخ های بالای رشد اقتصادی داشت، با ناکامی های عمده ای نظیر رکود در صادرات، کسری مالی بالاتر، نرخ های بسیار بالای  تورم و کمبود بودجه برای سرمایه گذاری های خصوصی به دلیل استقراض زیاد دولت مواجه بود. جستجو برای گزینه های سیاستی جایگزین بنابراین موجه به نظر می رسید. با این حال منتقدین   این را که حتی بخش های دولتی مولد برای  ادغام این اقتصادهای در حال توسعه در  اقتصاد جهانی دچار تجدید ساختار شدند ، محکوم می کنند. تغییر جهت از مداخله دولتی و ساختارگرایی تحت رهبری-صنعتی‌سازی جایگزین واردات به سوی بازار آزاد و رشد متکی به صادرات  دوره ی توسعه جدیدی را گشود و نشانی از پیروزی  سرمایه‌داری بود. 